# Towarzystwo Kredytowe Miejskie w Łodzi (instytucja)

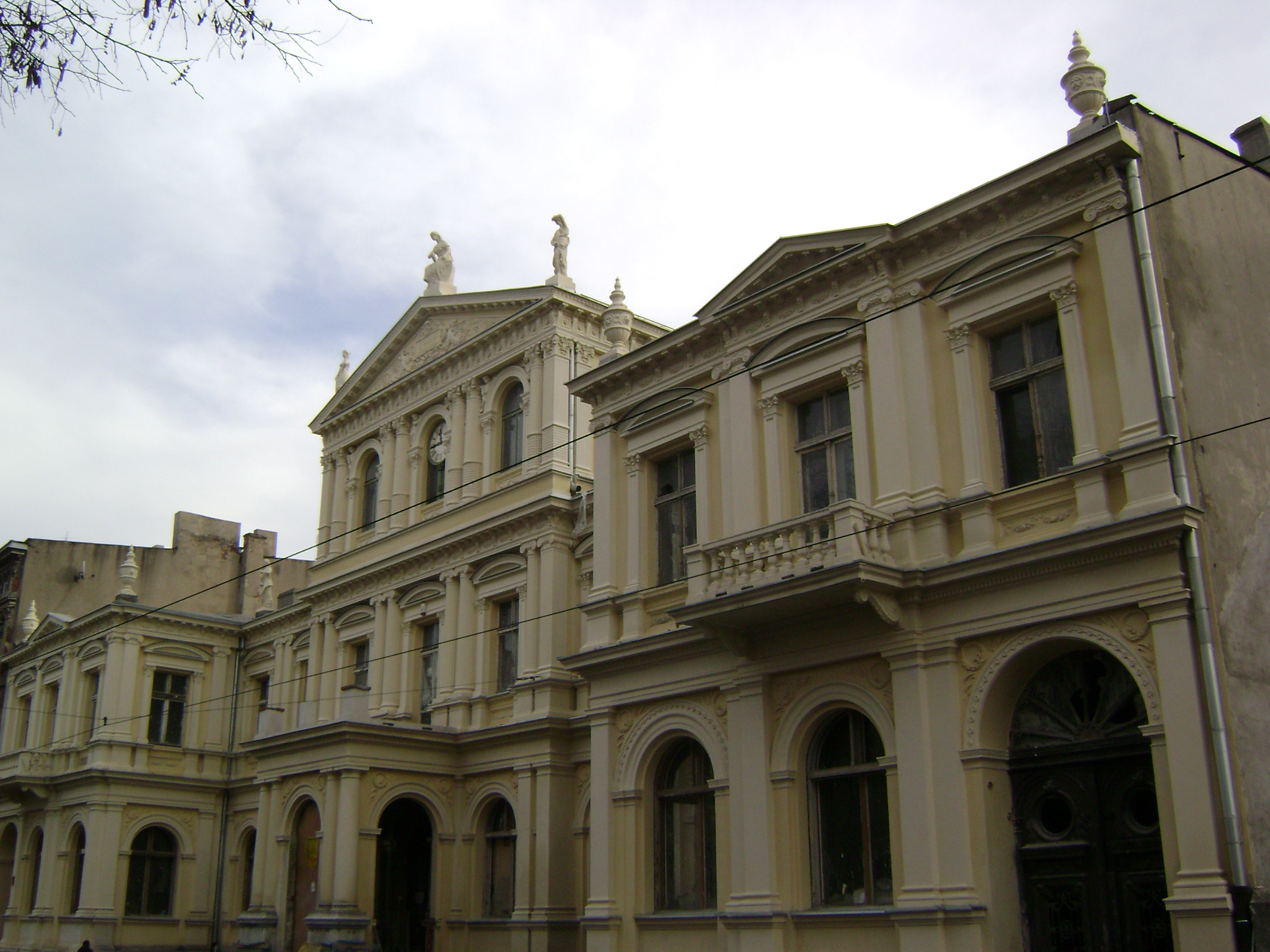
Siedziba Towarzystwa Kredytowego Miejskiego w Łodzi

Towarzystwo Kredytowe Miejskie w Łodzi – instytucja kredytu hipotecznego miejskiego, działająca w latach 1872–1939, stowarzyszająca łódzkich przedsiębiorców, której celem było udzielanie pożyczek na cele inwestycyjne, swoją siedzibę miała w Domu Towarzystwa Kredytowego Miejskiego w Łodzi przy ul. Pomorskiej 21.

## Historia
Towarzystwa Kredytowe Miejskie wzorowano na towarzystwach kredytowych ziemskich. Pierwszą tego typu inicjatywę podjęto w 1841 r. w Warszawie, jednak nie doszła ona do realizacji ze względu na sprzeciw władz (udało się do dopiero w 1870 r. Towarzystwo Kredytowe w Łodzi powstało w 1872 r. jako drugie tego typu towarzystwo na ziemiach Królestwa Polskiego. Współzałożycielem i pierwszym prezesem w okresie od października 1872 do 1904 r. był Andrzej Rosicki, były prezydent Łodzi. Początkowo siedzibą towarzystwa była jedna z kamienic, lecz podjęto decyzję o utworzeniu własnego gmachu, rozpisując konkurs i zapraszając do niego architektów. Zwyciężył projekt miejskiego architekta, Hilarego Majewskiego, który zrealizowano w 1882 r. W okresie międzywojennym, gdy funkcję dyrektora pełnił Edmund Bogdański, Towarzystwo emitowało listy zastawne na sumę przekraczającą 70 mln zł.
Instytucja zakończyła działalność w 1939 r. Jej majątek i zobowiązania w trybie ustawowym w 1948 r. przeszły w ręce Banku Gospodarstwa Krajowego.
Mottem Towarzystwa Kredytowego Miejskiego w Łodzi była sentencja: Virbius Unitis – wspólnymi siłami.

### Działalność
Towarzystwo emitowało tzw. listy zastawne, pełniące funkcję papierów wartościowych, które nabywcom przynosiły ustalony procent. Ich zabezpieczeniem były hipoteki na nieruchomościach członków instytucji, którzy byli dłużnikami. Zdobywając w ten sposób kapitał, mieli oni możliwość nabywania kolejnych nieruchomości. Członkami towarzystwa zostawali zaciągający pożyczki w Towarzystwie oraz nabywający nieruchomości, obciążone pożyczką. Członkostwo w Towarzystwie wygasało w momencie spłacenia zadłużenia lub zbycia nieruchomości obciążanej pożyczką. Instytucja ta udzielała kredytów na okres od 18 do 36,5 lat.